# Шаховской, Фёдор Семёнович
Князь Фёдор Семёнович Шаховской — стольник и воевода во времена правления Михаила Фёдоровича, Алексея Михайловича, Фёдора Алексеевича, правительницы Софьи Алексеевны, Ивана V и Петра I Алексеевичей.
Из княжеского рода Шаховские. Средний сын князя Семёна Ивановича Шаховского Харя. Имел братьев, воевод: князя Михаила Семёновича и князя Ивана Семёновича.

## Биография
В декабре 1640 года пожалован в стольники. В 1656 году участвовал в государевом Рижском походе в полку. В 1658 году поручик рейтаров во Пскове. В мае 1660 года третий стольник для постановки еды перед боярами за государевым столом в Грановитой палате при отпуске грузинского царевича Николая. В августе 1663 года второй судья в Московском-Судном приказе. В 1668—1669 годах на службе в Севске и под Глуховым. В 1671 году присутствовал на государевом смотре в Москве для похода против поляков. В 1673—1675 годах воевода и разборщик дворян и других чинов в Галиче. В 1676—1678 годах участвовал в Чигиринском походах. В 1679 году воевода в Галиче. В 1680 году пожалован за литовскую и иную службы придачей к поместному окладу 450 четвертей земли и 76 рублей. В 1681 и 1685—1686 годах воевода и разборщик дворян, детей боярских, новиков и недорослей в Галиче.

## Семья
От брака с неизвестной имел детей:
- Князь Шаховской Михаил Фёдорович — в 1683 году пожалован в комнатные стольники царя Ивана V Алексеевича, в 1703 году шестьдесят четвёртый комнатный стольник царя Петра I Алексеевича.
- Князь Шаховской Юрий Фёдорович — в 1703 году стольник.
- Князь Шаховской Илья Фёдорович — в 1692 году стольник царицы Прасковьи Фёдоровны, в 1696—1697 годах завоеводчик в Большом полку в Азовском походе, в 1703 году царский стольник.